# Vârful Căleanu, Munții Țarcu
Vârful Căleanu, Munții Țarcu este cel mai înalt vârf din Munții Țarcu având înălțimea de 2.196 m.